# Дубрівний Петро Савелійович
Дубрівний Петро Савелійович (18 травня 1911 — 10 червня 1983) — учасник Німецько-радянської війни, Герой Радянського Союзу.

## Біографія
Народився в селі Кам'янка (нині Апостолівський район Дніпропетровської області) в селянській родині. Закінчив початкову школу, працював у радгоспі «Щербинівський» (нині Костянтинівського району Донецької області).
У Червоній Армії з жовтня 1941 року, брав участь у боях Великої Вітчизняної війни з серпня 1942 року. Командир гармати 99-го гвардійського Червонопрапорного ордена Кутузова артилерійського полку 47-ї гвардійської стрілецької дивізії 8-ї гвардійської армії 1-го Білоруського фронту, гвардії старший сержант. 3 лютого 1945 року одним з перших переправився по льоду через річку Одер на південь від міста Кюстріна (нині Костшин, Польща) і підтримував наступ піхоти. 7 березня 1945 року Петро Дубрівний один знищив до взводу піхоту ворога. Демобілізований 1946 року.
Після війни працював бригадиром, заступником директора радгоспу «Щербинівський».

## Нагороди
- 31 травня 1945 року Петро Дубрівний нагороджений медаллю Героя Радянського Союзу (медаль № 5793).
- орден Леніна
- орден Червоного Прапора
- два ордени Вітчизняної війни 2-го ступеня
- орден Червоної Зірки
- медалі.